# Festival de Ancón (Colombia)

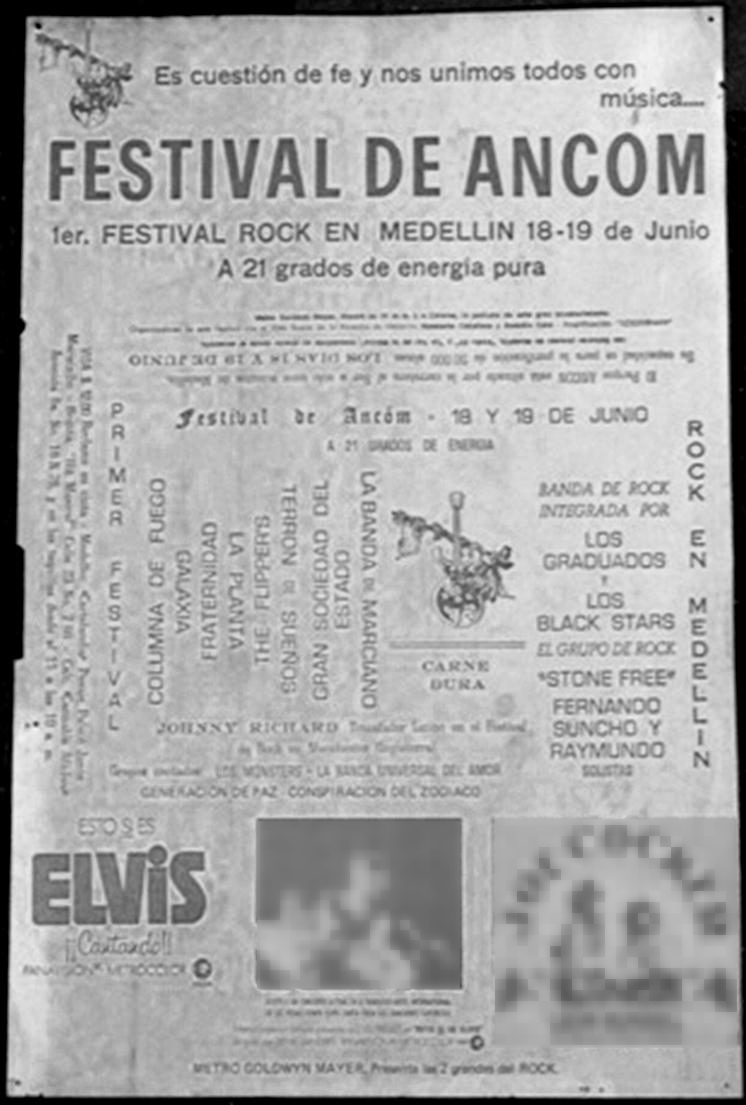
Cartel del Festival de Ancom [Sic], con el listado de las bandas participantes y publicidad de las películas Elvis: That's the Way It Is y Joe Cocker, Mad Dogs & Englishmen.

Con el nombre de Festival de Ancón se conoce en Colombia a un festival de rock organizado en La Estrella, Antioquia, municipio próximo a Medellín, entre el 18 y el 20 de junio de 1971. 
Debido al impacto del evento en los medios y a la amplia difusión que tuvo, ha sido catalogado en numerosas ocasiones por la prensa como el "Woodstock colombiano" o como el principal encuentro del movimiento hippie en ese país. Las estimaciones, sumando los tres días, oscilan entre los 30.000 y las 300.000 personas asistentes al evento, aunque no hay mucha claridad respecto a las cifras. 

## Antecedentes
Al finalizar los años 60 con la difusión de la música rock, el movimiento hippie experimentó un notable crecimiento en ciudades como Bogotá, Medellín y Cali, lo cual motivó la formación de numerosos proyectos ligados a la difusión de la música rock. En Bogotá se estableció el principal punto de encuentro hippie de la época en el parque de la Carrera Séptima con Calle 60, espacio que fue utilizado para conciertos, happenings y recitales de poesía. Esta experiencia fue llevada a otros espacios de la ciudad como el Parque nacional (durante el Festival de la Vida de 1970), el teatro La Comedia (actual Teatro Libre de Chapinero) y el sector de Lijacá.

## Organización
Existen al menos dos versiones acerca de cómo se organizó el festival.
La más difundida en los medios cuenta que Gonzalo Caro, Carolo, hippie de 22 años, de Medellín, reconocido como agitador en la Universidad de Antioquia, imaginó el festival mientras descansaba en una playa de San Andrés bajo los efectos del LSD: "Un festival de música <<tan grande como el mismísimo mar Caribe que tenía en frente". El lote donde se realizaría, por su parte, fue escogido durante un viaje de Caro a la región en busca de hongos alucinógenos. Se cuenta que luego de ello viajó a Bogotá a buscar colaboradores, pues buscaba hacer algo semejante lo que se hacía los fines de semana en Lijacá. Allí se encontró con Gustavo Arenas, el Dr. Rock, quien lo atendió junto a Humbero Caballero, representante de Colinox Unidos, en el pasaje de la 60, cerca del llamado Parque de los Hippies.
Otras versiones de promotores de la música rock de esos años, sostienen que Humberto Caballero (líder ya fallecido del movimiento hippie en Bogotá), impulsó el festival por el éxito que habían tenido eventos previos en la capital y que se optó por la capital antioqueña por ser la zona donde Gonzalo Caro (quien ya tenía experiencia en la ciudad como organizador de espectáculos) ayudó a tramitar los permisos para su realización.
Sin embargo, está confirmado por fuentes primarias que fue Carolo quien tuvo la idea y fue el organizador principal del evento con la ayuda de otros organizadores de Medellín
Ambas versiones coinciden en que se vendieron boletas a 13 pesos con 20 centavos, las cuales se agotaron rápidamente por la amplia expectativa que generó el evento. Por su parte, el nombre del festival se debió a que se realizó en las proximidades del sector del Valle de Aburrá conocido como "Ancón Sur". El evento contó con el apoyo incondicional del alcalde de Medellín, el conservador Álvaro Villegas Moreno, que por su papel en la realización fue calificado de forma exagerada como "el alcalde hippie" por el diario El Colombiano. Villegas, que contaba con 35 años por aquel entonces, quien consideró al festival como un éxito, a pesar de que tuvo que salir de su cargo debido a haber otorgado los permisos.

## Desarrollo del festival
Desde el principio, varias bandas confirmaron su presentación sin dudarlo. Diferentes caravanas de hippies comenzaron a viajar hacia Medellín, en buses, a pie, con auto-stop; algunos parando en la quebrada de La Miel para "purificarse" con hongos y llegar "limpios" al evento. Según Álvaro Díaz: "De la sede de Colinox Unidos, ubicada en la calle 23 con carrera 12 —en el local del artista gráfico Rafael Figueroa Vizcaya, un viejo compañero de estudios—, salió un bus en el que solo viajó una banda completa: La Gran Sociedad del Estado".
A punta de alianzas con amigos, Carolo y Humberto Caballero montaron la infraestructura del festival. Ninguna empresa quiso patrocinarlo, aunque Coltejer donó una lona para el escenario y don Leonardo Nieto, argentino fundador del Salón Versalles, quien donó cinco mil pesos, y Manuel Arcila—uno de los fundadores del chance en Medellín—, quien, se dice, donó diez mil. Bajo el lema Es cuestión de fe y nos unimos todos con música, se dio inicio al festival el 18 de junio. Según Luis Daniel Vega y Umberto Pérez, "los afiches lo promocionaban así: «Festival de Ancón. Busque con nosotros el camino de la felicidad en los días 18 y 19 de junio. Dos días de Paz, Música y Amor con los grupos triunfadores de Lijacá, TPB , Televisión y todos los escenarios de Suramérica". Por su parte, la recomendación impresa en la boleta que decía: «todo lo que usted ingiere en su cuerpo es responsabilidad suya. Mida su capacidad mental».
El evento fue inaugurado por el alcalde de Medellín el viernes a la una de la tarde. Esa mañana, Carolo se paró "en uno de los costados del puente que atravesaba el río Medellín y daba acceso al parque. Allí cobró la entrada y procuró que no se colaran botellas de aguardiente. La boleta tuvo un valor de trece pesos con veinte centavos". Al subir a la tarima, el alcalde pronunció las siguientes palabras: «Es el reconocimiento a una acción juvenil que no podemos tapar con los ojos». Carolo le respondió: «Bien, maestro, gracias por habernos permitido esto tan bello». De acuerdo con el periódico "El Tiempo", a la una de la tarde habían entrado 10,000 personas. El concierto comenzó con la presentación de La Gran Sociedad del Estado, en una presentación que se prolongó durante dos horas y media y se llevó a cabo en medio de un aguacero. De ella, en un artículo publicado en el periódico El Tiempo, se recuerda su canción «La G-Latina», se menciona que uno de los músicos es ingeniero e hijo de uno de los "más destacados compositores colombianos, el maestro Camargo Spolidore", y que algunas de las canciones del grupo fueron compuestas con base en temas bíblicos. 
En su tarima se presentaron la mayoría de los grupos que animaban en ese momento la escena rock de Colombia, de Bogotá, Cali y Medellín, algunos de los cuales fueron grupos de corta vida: La Columna de Fuego (con Roberto Fiorilli), La Planta (base de lo que poco después sería Malanga, con Augusto Martelo y Chucho Merchán), Terrón de Sueños, La Planta (con Miguel Durier, Chucho Merchán y Augusto Martelo), Hope, Aeda, Hidra (de Cali), La Banda del Marciano (con Guillermo "Marciano" Guzmán, Eduardo "Sardino" Acevedo y Hernando "Ernie Beat" Becerra), La Gran Sociedad del Estado, Limón y Medio, Galaxia, Stone Free, Hidra, Fernando Suncho, Raymundo, Johnny Richard, Carne Dura e incluso una banda de rock formada por integrantes de las orquestas tropicales Los Black Stars y Los Graduados (ambas radicadas en la capital antioqueña). Entre los grupos formados en Medellín que se destacaron en el festival están Los Monsters, Conspiración del Zodiaco, La Banda Universal del Amor, Los Láser y Free Stone. El grupo de mayor trayectoria de la época, Los Flippers, aunque figura en la publicidad del festival, optó por no presentarse. Los conciertos del día terminaban a las ocho de la noche, siempre con sesiones de improvisación con músicos de diferentes bandas y fogatas. 
La mayoría de asistentes, provenientes de todo el país, se congregaron inicialmente en el Parque Bolívar de Medellín para partir al concierto. A pesar de la distribución de boletería, ésta no dio abasto y hubo personas que se arriesgaron a ingresar al lugar atravesando a nado el río Medellín y aunque algunos se hospedaron en hoteles del centro de la ciudad, la mayoría de asistentes optaron por acampar en el lote del Ancón Sur a pesar del frío y la lluvia. El centro de las actividades fue una gran caseta metálica que oficiaba como tarima. La improvisación que caracterizó al evento llevó a que el periodista Germán Castro Caycedo (quien lo cubrió para El Tiempo) hablara de "una cosa armada con más buena voluntad que conocimientos". El registro de archivo visual más reconocido del festival, y el mejor preservado, es el de Horacio Gil Ochoa, en el archivo de la Biblioteca Pública Piloto de Medellín. Hay también rumores sobre la existencia de una grabación hecha por la Metro Goldwyn Mayer, pero, dado que su resultado no ha visto la luz, no se confirman aún
Áncon inspiró a jóvenes de diferentes lugares del país para realizar sus propios conciertos de rock al aire libre. Se tiene registro de conciertos en el Valle del Cauca, en poblaciones como Pedregal, Yumbo, y, en el Cauca, en Silvia. Sin embargo, después de Ancón, aunque por diversas razones, el rock colombiano entró en una etapa menos dinámica.

## Controversia
El festival contó con la oposición de influyentes sectores de la sociedad medellinense, como el sacerdite Fernando Gómez, la Asociación de Colegios Privados de Antioquia y la Arquidiócesis de Medellín en cabeza del arzobispo Tulio Botero Salazar, quienes lo vieron como una ofensa a la juventud y las costumbres católicas. La presión ejercida por este movimiento, propició la renuncia del alcalde de Medellín, Álvaro Villegas, quien afirmó que si se organizaban festivales de tango también podían organizarse festivales de rock.
Por su parte, el señor Óscar Alonso Villegas, jefe regional del Departamento Administrativo de Seguridad, DAS, ordenó expulsar de la ciudad a los hippies el 21 de junio de 1971, dándoles 48 horas para salir de la ciudad. También se ha hablado de maltrato por parte de algunos habitantes de la zona en donde se realizó el festival hacia los asistentes.
Otras voces acusaron a Carolo de ser aliado de la CIA, mientras se hablaba de que varios caminos llegaron al evento con trabajadoras sexuales del sector de Guayaquil, en Medellín, para poder acusar a los asistentes como degenerados.
Sobre estas situaciones, Gonzalo Caro dijo en el año 2005:

El festival le quitó la virginidad a Medellín. Por eso pusieron el grito en el cielo los curas, los políticos y las mamás de las que llegaron niñas y salieron hippies

Sin embargo, fuera del debate moralista, algunos han minimizado la probable importancia histórica del festival para Medellín, como es el caso del periodista Juan José García:

No creo que el Festival haya sido, como se ha dicho en tono un poco maximizador, toda una expresión de protesta. El mensaje ideológico era demasiado simple. Y los hippies, los que estaban allá, tomaron el asunto más como un paseo, como un "camping" a su modo, que como una demostración de inconformidad o un espectáculo contestatario. Se exagera cuando se cita el Festival de Ancón como una suerte de punto de referencia histórica.

El festival también reportó pérdidas económicas, según el periodista Germán Castro Caycedo, de más de $160.000 de la época.

## Ancón 2005
En marzo de 2005, 34 años después de la experiencia de Ancón, Gonzalo Caro Carolo impulsó la idea de organizar una segunda versión del festival, esta segunda versión se realizó en el municipio de la estrella gracias al patrocinio brindado por el alcalde de la época Carlos Alberto Muñoz Mejía (el colombiano).
En el evento se presentaron nuevas bandas de Medellín junto con figuras destacadas de diferentes épocas del rock y el pop colombiano como Juan Nicolás Estela, Los Yetis, Pablus Gallinazo, I.R.A., Frankie Ha Muerto, Neus, Fértil Miseria, Tenebrarum, Kronos, Doctor Krápula, La Hojarasca y Superlitio.